# Teodard de Maastricht
Teodard de Maastricht, en alemany Diethardt (Aquitània, ca. 620 - Rülzheim, Renània-Palatinat, 670) era el bisbe de Maastricht probablement de 662 a 669 o 670. És venerat com a sant per diverses confessions cristianes. L'Església catòlica el considera com a màrtir i va declarar-lo sant. El seu dies natalis se celebra el 10 de setembre. És un dels patrons de la ciutat de Maastricht i el patró dels negociants de bestiar.
Va ser un deixeble i el successor de Remacle com a abat de les abadies de Stavelot i Malmedy. Va ser ordenat bisbe de Maastricht, on va ser el mestre del seu nebot i successor Lambert de Maastricht. Durant el seu govern, el bisbat i la població patien del pillatge i l'opressió dels nobles francs. Teodard hauria volgut anar a veure el rei d'Austràsia Khilderic II que aleshores seia a Worms par a lamentar-se de la situació. Els seus opositors van perseguir-lo i occir-lo, segons la llegenda, a Rülzheim prop de Speyer a la Renània-Palatinat on hi ha una capella de romeria. Lambert de Lieja hauria portat i sebollit la seva despulla a Lieja.